# Inez Fung
Inez Fung (Hong Kong británico, 11 de abril de 1949) es una climatóloga, y profesora de ciencias de la atmósfera en la Universidad de California en Berkeley, donde ha desarrollado actividades académicas en el Departamento de Ciencias de la Tierra y Planetarias, y en el de Ambiente, Políticas y Manejo. También es codirectora del Instituto Berkeley del Ambiente.
Fung recibió su Sc.D. por el MIT en 1977 bajo la supervisión de Jule Gregory Charney, donde defendió la tesis titulada: «The organization of spiral rainbands in a hurricane». Desde entonces, ha estado trabajando, en gran medida, en modelado climático, ciclos biogeoquímicos, y en cambio climático. Durante la década de 2000 fue coautora tanto de los informes tercero como del cuarto Informe de Evaluación del IPCC del Grupo Intergubernamental de Expertos sobre el Cambio Climático (IPCC).
En 2006, se unió a otros 17 climatólogos para completar un amicus curiae en el caso judicial del Massachusetts vs. la EPA para argumentar en la necesidad de que la U.S. Environmental Protection Agency (EPA) regule las emisiones de dióxido de carbono.

## Honores
Miembro
- National Academy of Sciences
- American Geophysical Union
- American Meteorological Society
- NASA Goddard Senior

Galardones
2004: medalla Roger Revelle, de la American Geophysical Union
1991: NOAA Distinguished Authorship
1989: medalla NASA Exceptional Scientific Achievement
Fuente: eps.berkeley.edu.